# Carlos Marín Martínez
Carlos Marín Martínez (Puebla, Puebla, 10 de septiembre de 1947) es un periodista mexicano, que se desempeñó hasta el 31 de julio de 2018 como director general editorial de Grupo Editorial Milenio que publica la revista Milenio Semanal, y Milenio Diario, así como las ediciones locales: Público Milenio, de Guadalajara, Jalisco; Milenio La Opinión, de Torreón, Coahuila; Diario de Tampico Milenio, de Tamaulipas; Milenio Diario de Monterrey, de Nuevo León; Milenio Estado de México, y Milenio Hidalgo..
Es autor del Manual de periodismo, editado por Random House Mondadori-Grijalbo, con ediciones especiales en Cuba y Venezuela y actualmente escribe la columna "El Asalto a la Razón", publicada en Milenio Diario y conduce el programa homónimo en Milenio Televisión.

## Trayectoria periodística
Estudió en la Escuela de Periodismo Carlos Septién García. Comenzó a ejercer la profesión en 1969 en el periódico El Día y los suplementos El Gallo Ilustrado y El libro y la vida.
De 1973 a julio de 1976 fue reportero de Últimas Noticias de Excélsior, de donde salió el 8 de julio de 1976 con todos quienes apoyaron a Julio Scherer García frente al golpe del gobierno de Luis Echeverría contra el periódico.
Cofundador del semanario Proceso, donde trabajó 22 años y medio (y al que renunció en marzo de 1999), fue jefe de Producción, reportero de asuntos especiales, coordinador de Información, codirector general y copropietario. 
Entre sus trabajos periodísticos figuran la demostración de la existencia de la Brigada Blanca; cuestionamientos a la existencia histórica del nativo mexicano canonizado por la Iglesia católica Juan Diego; las referencias al narcotráfico y el Ejército a partir de un disket de la Secretaría Particular del secretario de la Defensa Nacional; cómo fue asesinado Amado Carrillo, El señor de los cielos; el testamento de Emilio Azcárraga o el apoyo del Ejército a paramilitares en Chiapas (dos semanas después de la matanza de Acteal) y las deudas de la familia de Vicente Fox en Fobaproa.

### Televisión
Condujo en Canal 2 de Televisa el programa Milenio Televisión y, de febrero de 2006 a diciembre de 2014, participó en el panel del programa semanal de opinión Tercer Grado, en la misma televisora, compartiendo pantalla con importantes periodistas y politólogos mexicanos como lo son Joaquín López-Dóriga, Carlos Loret de Mola, Ciro Gómez Leyva, Adela Micha y Victor Trujillo.
A partir de octubre de 2008 de lunes a viernes conduce en Milenio Televisión el programa que lleva el título de su tradicional columna en el diario: El Asalto a la Razón.

## Experiencia académica
Durante cinco años coordinó los talleres de Redacción Periodística de la Universidad Nacional Autónoma de México (UNAM); profesor durante 19 años del primer y último semestres de Periodismo en la Universidad Iberoamericana; profesor itinerante de Géneros Periodísticos en la Facultad de Ciencias Políticas y Sociales de la UNAM, y cinco años instructor itinerante en el Programa Centroamericano de Periodismo de la Universidad Internacional de Florida.

## Controversias

### Gabino Cué Monteagudo
El 21 de junio de 2010, En el noticiero que conduce la periodista Carmen Aristegui, se dieron a conocer una serie de conversaciones entre el hoy exgobernador de Oaxaca, Ulises Ruiz y el director de Comunicación de su gobierno, Raúl Castellano, las cuales involucran a Carlos Marín. En dichas conversaciones, se alude a un supuesto acuerdo con el periodista para que no apareciera en Milenio Televisión el candidato a gobernador por parte de la oposición, Gabino Cué Monteagudo.

Carlos Marín, desmintió estas acusaciones argumentando que Gabino Cué Monteagudo fue entrevistado en su programa El Asalto a la Razón y apareció en reiteradas ocasiones en diversos programas de Milenio Televisión.

### Escupitajo a Carlos Marín
En 2012, Televisa tuvo varios tipos de protestas en su contra y de cara a las elecciones federales en México recibió fuerte crítica por parte de simpatizantes de AMLO y del surgido Movimiento "Yo Soy 132" (integrado por jóvenes universitarios) debido al manejo en la información. Durante el cierre de campaña de Andrés Manuel López Obrador realizada en el zócalo de la Ciudad de México, Carlos Marín se encontró a un grupo de manifestantes al salir de un restaurante, donde recibió reproches y un escupitajo.